# Nicolás Federico Castro
Nicolás Federico Castro (Rafaela, Argentina, 1 de noviembre del 2000) es un futbolista argentino que se desempeña como centrocampista en el Deportivo Toluca F. C. de la Primera División de México. Inició su carrera en Newell's Old Boys. Hizo las inferiores en el Club Atlético 9 de Julio (Rafaela).

## Trayectoria
Formado en el club de fútbol 9 de Julio de Rafaela, Castro se unió a las inferiores de Club Atlético Newell's Old Boys en 2016. El 3 de enero de 2019, Castro firmó su primer contrato profesional con el club. Debutó profesionalmente en la derrota 1-0, por un partido de la Primera División de Argentina, frente Argentinos Juniors, el 25 de noviembre de 2019.

## Estadísticas

### Clubes
Actualizado al último partido disputado el 11 de agosto de 2025.
| Club                              | Div.          | Temporada     | Liga  | Liga  | Liga   | Copas nacionales | Copas nacionales | Copas nacionales | Torneos internacionales | Torneos internacionales | Torneos internacionales | Total | Total | Total  |
| Club                              | Div.          | Temporada     | Part. | Goles | Asist. | Part.            | Goles            | Asist.           | Part.                   | Goles                   | Asist.                  | Part. | Goles | Asist. |
| --------------------------------- | ------------- | ------------- | ----- | ----- | ------ | ---------------- | ---------------- | ---------------- | ----------------------- | ----------------------- | ----------------------- | ----- | ----- | ------ |
| C. A. Newell's Old Boys Argentina | 1.ª           | 2019-20       | 3     | 0     | 0      | —                | —                | —                | —                       | —                       | —                       | 3     | 0     | 0      |
| C. A. Newell's Old Boys Argentina | 1.ª           | 2020-21       | —     | —     | —      | 4                | 0                | 0                | —                       | —                       | —                       | 4     | 0     | 0      |
| C. A. Newell's Old Boys Argentina | 1.ª           | 2021          | 22    | 5     | 5      | 2                | 0                | 0                | 3                       | 1                       | 0                       | 27    | 6     | 5      |
| C. A. Newell's Old Boys Argentina | 1.ª           | 2022          | 2     | 0     | 0      | 15               | 3                | 2                | —                       | —                       | —                       | 17    | 3     | 2      |
| C. A. Newell's Old Boys Argentina | Total club    | Total club    | 27    | 5     | 5      | 21               | 3                | 2                | 3                       | 1                       | 0                       | 51    | 9     | 7      |
| Jong Genk · Bélgica               | 2.ª           | 2022-23       | 4     | 0     | 1      | —                | —                | —                | —                       | —                       | —                       | 4     | 0     | 1      |
| Jong Genk · Bélgica               | Total club    | Total club    | 4     | 0     | 1      | 0                | 0                | 0                | 0                       | 0                       | 0                       | 4     | 0     | 1      |
| K. R. C. Genk · Bélgica           | 1.ª           | 2022-23       | 23    | 0     | 1      | 3                | 0                | 0                | —                       | —                       | —                       | 26    | 0     | 1      |
| K. R. C. Genk · Bélgica           | Total club    | Total club    | 23    | 0     | 1      | 3                | 0                | 0                | 0                       | 0                       | 0                       | 26    | 0     | 1      |
| Elche C. F. · España              | 2.ª           | 2023-24       | 38    | 5     | 5      | 3                | 0                | 0                | —                       | —                       | —                       | 41    | 5     | 5      |
| Elche C. F. · España              | 2.ª           | 2024-25       | 34    | 4     | 2      | 2                | 0                | 2                | —                       | —                       | —                       | 36    | 4     | 4      |
| Elche C. F. · España              | Total club    | Total club    | 72    | 9     | 7      | 5                | 0                | 2                | 0                       | 0                       | 0                       | 77    | 9     | 9      |
| Deportivo Toluca F. C. · México   | 1.ª           | 2025-26       | 4     | 0     | 3      | 1                | 0                | 1                | 3                       | 0                       | 0                       | 8     | 0     | 4      |
| Deportivo Toluca F. C. · México   | Total club    | Total club    | 4     | 0     | 3      | 1                | 0                | 1                | 3                       | 0                       | 0                       | 8     | 0     | 4      |
| Total carrera                     | Total carrera | Total carrera | 130   | 14    | 17     | 30               | 3                | 5                | 6                       | 1                       | 0                       | 166   | 18    | 22     |
| 1. 2.                             |               |               |       |       |        |                  |                  |                  |                         |                         |                         |       |       |        |

## Palmarés

### Campeonatos nacionales
| Título               | Equipo                 | País   | Año  |
| -------------------- | ---------------------- | ------ | ---- |
| Campeón de Campeones | Deportivo Toluca F. C. | México | 2025 |